# Kovács Zsigmond (tisztviselő)
Kovács Zsigmond (Alsószuha, 1846. április 26. – Budapest, 1918. december 10.) városi számfejtő, író, főpénztárnok.

## Élete
Kovács Pál és Zubricki Mária fia. A gimnáziumot Sárospatakon végezte; ugyanott hallgatta a teológiai tanfolyamot is, de ezt abba hagyva, elment Selmecbányára, ahol a bányász-akadémiára iratkozott be. Azonban költséges volta miatt kényszerülve volt ez a tanfolyamot is félbeszakítani és visszakerült Sárospatakra. Innét kiment Tornagörgőre (Abaúj-Torna megye) akadémiai tanítónak, ahol a szokásos három év helyett csupán harmadfelet töltött ki, nem lévén célja ezen a pályán maradni. Az iskolai életbe azonban visszamenni már nem akarván, a tisztviselői pályára lépett és városi számfejtőként dolgozott Kassán. Az ott 1894-ben létesült Irodalmi Társaságnak jegyzője és választmányi tagja volt; úgyszintén választmányi tagja volt a Kassai Írók és Hirlapírók Otthonának is. Az ezen két irodalmi egyesületből 1898. február elején alakult Kazinczy-körnek pénztárnoka és a szintén ugyanezen év végén alakult Kassai Nemzeti Szövetségnek főjegyzője lett. Halálát vesegyulladás okozta. Felesége Hedvig Cecília Mária volt.

## Írásai
Első verse 1866-ban a Fővárosi Lapokban jelent meg; később a Ballagi Mór szerk. Protestáns Egyházi és Iskolai Lapban és Igazmondóban több cikke; a Keresztyén Családba írt néhány költeményt; a Csikvári Jáko által szerk. Magyar Tisztviselőnek (jelenleg Állami Tisztviselők Lapja) évek óta rendes munkatáras. Azonban irodalmi működésének java része Kassára esik. Az itt megjelent lapokba: Abauj-Kassai Közlöny, Felvidéki Közlöny (1889. 87. sz. Emlékezés Tompa Mihályról), Kassai Szemle, Kassa és Vidéke, Felföld és Minerva (folyóirat), Pannónia, igen sok cikket, könyvismertetést és költeményt írt. De mindenek felett a Kassai Szemléből Felsőmagyarországgá átalakult politikai napilapnál, melynek belső munkatársa, fejt ki állandó irodalmi tevékenységet. Írt a lapba vezércikkeket, gyakran verset, 1895. október 1-től minden hét vasárnapjára mintegy másfél éven keresztül egy-egy verses krónikát Heti krónika c. Klió álnévvel. Írt ezenkívül költeményeket és cikkeket a Rozsnyói Hiradóba (1889. 3. sz. Hatvani őrnagy), a Gömör-Kishontba (1890. 52. sz. Tompa Mihály), a Zemplénbe több költeményt. A fővárosi lapok közül leginkább a Szana Tamás által szerkesztett Fővárosi Lapokba (1893. A kassai irodalmi társaság sat.) dolgozott és ugyanezen lapban jelent meg A fellah című verse is. A Hét szintén közölt tőle verset. 1892-ben Mátyás király emlékezete c. ódájával a Kisfaludy Társaság pályázatán 200 forintnyi díjat nyert.

## Művei
- Költemények. Kassa, 1893. (Ism. Főv. Lapok 88., Nemzet 168., Budapesti Hirlap 144., Vasárnapi Ujság 18. sz.)
- Újabb költemények. Kassa: Ries, 1899.

Szerkesztette többekkel együtt 1887-ben a Kassai Almanachot; szerkesztette és kiadta Justh Bélával és Sárosi Árpáddal a Vidéki költők Albumát (Kassa, 1896.) 1898 végén Karácsonyi Album c. alatt adott ki Ladányi Bélával és Sárosi Árpáddal egy irodalmi füzetet.